# Ак Илбирс
«Ак Илбирс» (Снежный барс) — национальная кинопремия Кыргызской Республики, вручается в целях признания заслуг и достижений деятелей национального кинематографа, а также стимулирования роста художественного уровня кинематографа страны. Присуждается при поддержке Министерства культуры, информации и туризма КР, Союза кинематографистов КР, Общественного фонда Айтыш и Фонда развития кино.
Победителям в каждой номинации вручаются статуэтки снежного барса (кирг. ак илбирс).

## История
Учреждена восемью деятелями киргизского кинематографа:
1. Артыком Суюндуковым
2. Актаном Абдылкалыковым[фр.],
3. Маратом Сарулу,
4. Садыком Шер-Ниязом,
5. Таалайбеком Кулмендеевым,
6. Темиром Бирназаровым,
7. Нурланом Абдыкадыровым,
8. Эрнестом Абдыжапаровым.

Награда — 2,5-килограммовая статуэтка — представляет собой бронзового снежного барса, стоящего на мраморной подставке; на подставку нанесено название премии, записанное древнетюркскими рунами. За основу статуэтки была принята находка золотого скифского барса V века до н.э.
Финансирование премии и церемонии вручения осуществляется за счёт пожертвований организаторов, физических и юридических лиц, частных и государственных фондов, а также международных организаций.
На премию могут претендовать картины, произведённые в предыдущем году, заявку может оставить автор картины до 1 марта. Победитель определяется закрытым голосованием академиков национальной киноакадемии после просмотра. Подсчёт голосов осуществляет сторонняя организация.
Первая церемония вручения кинопремии «Ак Илбирс» состоялась 27 октября 2012 года. Изначально премия вручалась в 12 номинациях:
- Лучший фильм
- Лучший сценарий
- Лучший режиссёр
- Лучший оператор
- Лучший художник
- Лучший композитор
- Лучший звукорежиссёр
- Лучшая мужская роль
- Лучшая женская роль
- Лучший монтаж
- Приз зрительских симпатий («Лучший зрительский фильм») за самые высокие кассовые сборы
- За выдающийся вклад в национальный кинематограф

В 2013 состав номинаций остался прежним, а в 2014 году были добавлены номинации
- Лучший короткометражный фильм
- Лучший документальный фильм.

В 2015 году прошла 4-я церемония вручения премии, на ней также были вручены награды «Лучший фильм Центральной Азии» и «За вклад в мировой кинематограф».
В 2016 году прошла 5-я церемония вручения премии
В 2017 году учреждены ещё две новые номинации:
- «Лучший актёр Центральной Азии»
- «Лучшая актриса Центральной Азии»

## Лауреаты

### Ак Илбирс 2012
| 2012 | Номинация                  | Фильм                          | Лауреат                                                |
| ---- | -------------------------- | ------------------------------ | ------------------------------------------------------ |
| 2012 | Лучший фильм               | Кочевье                        | режиссёры Молдосейит Мамбетакунов и Артыкпай Суюндуков |
| 2012 | Лучший режиссёр            | Кочевье                        | Молдосейит Мамбетакунов и Артыкпай Суюндуков           |
| 2012 | Лучший сценарий            | Кочевье                        | Молдосейит Мамбетакунов                                |
| 2012 | Лучший оператор            | Кочевье                        | Стамбулбек Мамбеталиев                                 |
| 2012 | Лучший художник            | Как выйти замуж за Гу Чжун Пе? | Элдияр Мадаким                                         |
| 2012 | Лучший композитор          | Как выйти замуж за Гу Чжун Пе? | Наргиза Джалилова                                      |
| 2012 | Лучший звукорежиссёр       | Кочевье                        | Марат Эргешов                                          |
| 2012 | Лучший монтаж              | Кочевье                        | Марат Эргешов                                          |
| 2012 | Лучшая женская роль        | Шахрезада из Кукушкино         | Зарема Асаналиева                                      |
| 2012 | Лучшая мужская роль        | Шахрезада из Кукушкино         | Евгений Таранов                                        |
| 2012 | «Лучший зрительский фильм» | Кок Салкын                     | продюсеры Камчыбек Джумабеков и Тилек Чериков          |

### Ак Илбирс 2013
| 2013 | Номинация                             | Фильм                                  | Лауреат                       |
| ---- | ------------------------------------- | -------------------------------------- | ----------------------------- |
| 2013 | Лучший фильм                          | Принцесса Назик                        | режиссёр Эркин Салиев         |
| 2013 | Лучший режиссёр                       | Принцесса Назик                        | Эркин Салиев                  |
| 2013 | Лучший сценарий                       | Принцесса Назик                        | Эркин Салиев                  |
| 2013 | Лучший оператор                       | Принцесса Назик                        | Хасан Кыдыралиев              |
| 2013 | Лучший художник                       | Принцесса Назик                        | Эркин Салиев                  |
| 2013 | Лучший продюсер                       | Президент и бомж                       | Омурзак Толобеков             |
| 2013 | Лучший звукорежиссёр                  | Мезгил жана Алыкул                     | Али Ахмадеев                  |
| 2013 | Лучший монтаж                         | Мезгил жана Алыкул                     | Элдияр Мадаким                |
| 2013 | Лучшая женская роль                   | Принцесса Назик                        | Айдай Салиева                 |
| 2013 | Лучшая мужская роль                   | Мезгил жана Алыкул                     | Чынгыз Мамаев                 |
| 2013 | Лучший документальный фильм           | Зарыл ишин болбосо, Зардалыда эмне бар | режиссёр Абдулалим Мамадалиев |
| 2013 | Лучший короткометражный игровой фильм | Жымжырт                                | режиссёр Наргиза Маматкулова  |
| 2013 | За выдающийся вклад в кыргызское кино | —                                      | Геннадий Базаров              |

### Ак Илбирс 2014
| 2014 | Номинация                             | Фильм                      | Лауреат                                           |
| ---- | ------------------------------------- | -------------------------- | ------------------------------------------------- |
| 2014 | Лучший фильм                          | Салам, Нью-Йорк            | продюсер Нурбек Айбашов                           |
| 2014 | Лучший режиссёр                       | Салам, Нью-Йорк            | Руслан Акун                                       |
| 2014 | Лучший сценарий                       | Салам, Нью-Йорк            | Сергей Кролевич, Руслан Акун, Гульжан Токтогулова |
| 2014 | Лучший оператор                       | Коргум келет               | Акжол Бекболотов                                  |
| 2014 | Лучший художник                       | Салам, Нью-Йорк            | Руслан Токочев, Максат Болотбеков                 |
| 2014 | Лучший композитор                     | Салам, Нью-Йорк            | Эрлан Арстанов, Эрмек Керимбаев                   |
| 2014 | Лучший звукорежиссёр                  | Страсть                    | Бакыт Ниязалиев, Аманбек Майрамбек уулу           |
| 2014 | Лучший монтаж                         | Салам, Нью-Йорк            | Эльдияр Мадаким                                   |
| 2014 | Лучшая женская роль                   | Страсть                    | Калипа Усенова                                    |
| 2014 | Лучшая мужская роль                   | Страсть                    | Артык Суюндуков                                   |
| 2014 | «Лучший зрительский фильм»            | Салам, Нью-Йорк            | режиссёр Руслан Акун                              |
| 2014 | Лучший документальный фильм           | Страна, в которой мы живём | режиссёр Эльнура Осмоналиева                      |
| 2014 | Лучший короткометражный игровой фильм | Перегон                    | Руслан Акун                                       |
| 2014 | За выдающийся вклад в кыргызское кино | —                          | Болот Шамшиев                                     |

### Ак Илбирс (кинопремия, 2015)
| 2015 | Номинация                             | Фильм                 | Лауреат                                            |
| ---- | ------------------------------------- | --------------------- | -------------------------------------------------- |
| 2015 | Лучший фильм                          | Курманжан датка       | режиссёр, продюсер Садык Шер-Нияз                  |
| 2015 | Лучший режиссёр                       | Курманжан датка       | Садык Шер-Нияз                                     |
| 2015 | Лучший сценарий                       | Курманжан датка       | Садык Шер-Нияз, Бакытбек Турдубаев, Султан Раев    |
| 2015 | Лучший оператор                       | Курманжан датка       | Мурат Алиев                                        |
| 2015 | Лучший художник                       | Аку                   | Толгобек Койчуманов                                |
| 2015 | Лучший композитор                     | Курманжан датка       | Бакыт Алишеров, Мурзали Жеенбаев                   |
| 2015 | Лучший звукорежиссёр                  | Курманжан датка       | Бакыт Ниязалиев                                    |
| 2015 | Лучший монтаж                         | Курманжан датка       | Элдияр Мадаким                                     |
| 2015 | Лучшая женская роль                   | Курманжан датка       | Назира Мамбетова                                   |
| 2015 | Лучшая мужская роль                   | Курманжан датка       | Азиз Мурадилаев                                    |
| 2015 | «Лучший зрительский фильм»            | Курманжан датка       | продюсер Жылдызкан Джолдошова и Фархад Бекманбетов |
| 2015 | Лучший документальный фильм           | Физрук, золото и река | Аманбек Ажымат                                     |
| 2015 | Лучший короткометражный игровой фильм | Прах земной           | Чолпонай Борубаева                                 |
| 2015 | Лучший фильм Центральной Азии         | Хозяева               | режиссёр Адильхан Ержанов, Казахстан               |
| 2015 | За выдающийся вклад в кыргызское кино | —                     | Сагынбек Ишенов                                    |
| 2015 | За вклад в мировой кинематограф       | —                     | Али Хамраев                                        |

### Ак Илбирс (кинопремия, 2016)
| 2016 | Номинация                             | Фильм                    | Лауреат                              |
| ---- | ------------------------------------- | ------------------------ | ------------------------------------ |
| 2016 | Лучший фильм                          | Сутак (Небесное кочевье) | продюсер Садык Шер-Нияз              |
| 2016 | Лучший режиссёр                       | Сутак (Небесное кочевье) | Мирлан Абдыкалыков                   |
| 2016 | Лучший сценарий                       | Сутак (Небесное кочевье) | Эрнест Абдыжапаров, Актан Арым Кубат |
| 2016 | Лучший оператор                       | Сутак (Небесное кочевье) | Талантбек Акынбеков                  |
| 2016 | Лучший художник                       | Сутак (Небесное кочевье) |                                      |
| 2016 | Лучший композитор                     | Сутак (Небесное кочевье) | Мурзали Жеенбаев                     |
| 2016 | Лучший звукорежиссёр                  | Сутак (Небесное кочевье) | Мурат Ажиев, Бакыт Ниязалиев         |
| 2016 | Лучший монтаж                         | Сутак (Небесное кочевье) | Элдияр Мадаким                       |
| 2016 | Лучшая женская роль                   | Сутак (Небесное кочевье) | Анара Назаркулова                    |
| 2016 | Лучшая мужская роль                   | Сутак (Небесное кочевье) | Табылды Актанов                      |
| 2016 | «Лучший зрительский фильм»            | Биртууганчик             | продюсерская компания 1.1 studio     |
| 2016 | Лучший документальный фильм           | Дети чистоты             | Гузель Дуйшенкулова                  |
| 2016 | Лучший короткометражный игровой фильм | Кольцо                   | Бакай Усеналиев                      |
| 2016 | Лучший фильм Центральной Азии         | Дом для русалок          | режиссёр Ёлкин Туйчиев               |
| 2016 | За выдающийся вклад в кыргызское кино | —                        | Нуртай Борбиев                       |
| 2016 | За вклад в мировой кинематограф       | —                        | Наталья Аринбасарова                 |

### Ак Илбирс (кинопремия, 2017)
| 2017 | Номинация                             | Фильм                           | Лауреат                                                        |
| ---- | ------------------------------------- | ------------------------------- | -------------------------------------------------------------- |
| 2017 | Лучший фильм                          | Завещание отца (Атанын керээзи) | продюсеры Гульмира Керимова, Толобеков Талантбек, Эрмек Мукул, |
| 2017 | Лучший режиссёр                       | Завещание отца (Атанын керээзи) | реж. Бакыт Мукул, Дастан Жапар уулу                            |
| 2017 | Лучший сценарий                       | Завещание отца (Атанын керээзи) | Дастан Жапар уулу, Бакыт Мукул                                 |
| 2017 | Лучший оператор                       | Завещание отца (Атанын керээзи) | Акжол Бекболотов                                               |
| 2017 | Лучший художник                       | Завещание отца (Атанын керээзи) | Урмат Осмоев                                                   |
| 2017 | Лучший композитор                     | Мунабия                         | Мурзали Жеенбаев                                               |
| 2017 | Лучший звукорежиссёр                  | Мунабия                         | Калыбек Шерниязов                                              |
| 2017 | Лучший монтаж                         | Завещание отца (Атанын керээзи) | Актан Рыскелдиев                                               |
| 2017 | Лучшая женская роль                   | Мунабия                         | Мээрим Атантаева                                               |
| 2017 | Лучшая мужская роль                   | Завещание отца (Атанын керээзи) | Иман Мукул                                                     |
| 2017 | «Лучший зрительский фильм»            | План Б                          | MBPRO studio                                                   |
| 2017 | Лучший документальный фильм           | Весной мои мечты сбудутся       | Аман Ажымат                                                    |
| 2017 | Лучший короткометражный игровой фильм | Олжо                            | Болсунбек Таалайбек уулу                                       |
| 2017 | Лучший фильм Центральной Азии         | Дорога к матери                 | режиссёр Акан Сатаев (Казахстан)                               |
| 2017 | Лучшая актриса Центральной Азии       | Подробности осени               | Феруза Саидова (Узбекистан)                                    |
| 2017 | Лучший актёр Центральной Азии         | Сон обезьяны                    | Баходур Миралибеков (Таджикистан)                              |
| 2017 | За выдающийся вклад в кыргызское кино | —                               | Мар Ташимович Байджиев                                         |
| 2017 | За вклад в мировой кинематограф       | —                               | Ходжакули Нарлиев                                              |

### Ак Илбирс (кинопремия, 2018)
| 2018 | Номинация                             | Фильм                 | Лауреат                                      |
| ---- | ------------------------------------- | --------------------- | -------------------------------------------- |
| 2018 | Лучший фильм                          | «Кентавр»             | реж. Актан Арым Кубат                        |
| 2018 | Лучший режиссёр                       | «Кентавр»             | реж. Актан Арым Кубат                        |
| 2018 | Лучший сценарий                       | «Кентавр»             | А. Арым Кубат, Э. Абдыжапаров                |
| 2018 | Лучший оператор                       | «Саякбай»             | Хасан Кыдыралиев                             |
| 2018 | Лучший художник                       | «Саякбай»             | Толгобек Койчуманов                          |
| 2018 | Лучший композитор                     | «Саякбай»             | Муратбек Бегалиев                            |
| 2018 | Лучший звукорежиссёр                  | «Саякбай»             | Бакыт Ниязалиев                              |
| 2018 | Лучший монтаж                         | «В поисках мамы»      | Элдияр Мадаким                               |
| 2018 | Лучшая женская роль                   | «Кентавр»             | Абазова Таалайкан                            |
| 2018 | Лучшая мужская роль                   | «В поисках мамы»      | Уланов Азамат                                |
| 2018 | «Лучший зрительский фильм»            | «В поисках мамы»      | реж. Руслан Акун                             |
| 2018 | Лучший документальный фильм           | «Оймок»               | Реж. Касиет Кубанычбек кызы                  |
| 2018 | Лучший короткометражный игровой фильм | «Киноман»             | Реж. Аскар Нуракун уулу                      |
| 2018 | Лучший фильм Центральной Азии         | «Оралман» (Казахстан) | реж. Сабит Курманбеков                       |
| 2018 | Лучший актёр Центральной Азии         | Дулыга Акмолда        | «Оралман» реж. Сабит Курманбеков (Казахстан) |
| 2018 | Лучшая актриса Центральной Азии       | Шахзода Матчанова     | «Масума» реж. Елкин Туйчиев (Узбекистан)     |
| 2018 | За выдающийся вклад в кыргызское кино | -                     | Народная артистка КР Жамал Сейдакматова      |
| 2018 | За вклад в мировой кинематограф       | -                     | Нуржума́н Ихтымба́ев                           |

### Ак Илбирс (кинопремия, 2019)
| 2019 | Номинация                             | Фильм                       | Лауреат                                                        |
| ---- | ------------------------------------- | --------------------------- | -------------------------------------------------------------- |
| 2019 | Лучший фильм                          | «Дарак ыры»                 | реж. Айбек Дайырбеков                                          |
| 2019 | Лучший режиссёр                       | «Дарак ыры»                 | реж. Айбек Дайырбеков                                          |
| 2019 | Лучший сценарий                       | «Дарак ыры»                 | Айбек Дайырбеков и Садык Шер-Нияз                              |
| 2019 | Лучший оператор                       | «Кок-бору»                  | Мурат Алиев                                                    |
| 2019 | Лучший художник                       | «Дарак ыры»                 | Максат Болотбеков                                              |
| 2019 | Лучший композитор                     | «Дарак ыры»                 | Жолдошбек Апасов                                               |
| 2019 | Лучший звукорежиссёр                  | «Дарак ыры»                 | Бакыт Ниязалиев                                                |
| 2019 | Лучший монтаж                         | «Дарак ыры»                 | Элдияр Мадаким                                                 |
| 2019 | Лучшая женская роль                   | «Дарак ыры»                 | Абазова Таалайкан                                              |
| 2019 | Лучшая мужская роль                   | «Такебай»                   | Аскат Сулайманов                                               |
| 2019 | «Лучший зрительский фильм»            | «Кок-бору»                  | реж. Руслан Акун                                               |
| 2019 | Лучший документальный фильм           | «Еще раз про любовьl»       | Реж. Жаныш Дадабаев                                            |
| 2019 | Лучший короткометражный игровой фильм | «51+»                       | Реж. Данияр Абиров                                             |
| 2019 | Лучший фильм Центральной Азии         | «Ласковое безразличие мира» | реж. Адильхан Ержанов                                          |
| 2019 | Лучший актёр Центральной Азии         | Карим Мирхадиев             | «Стойкость» реж. Рашид Маликов;(Узбекистан),                   |
| 2019 | Лучшая актриса Центральной Азии       | Динара Бактыбаева           | «Ласковое безразличие мира» реж. Адильхан Ержанов (Казахстан), |
|      | За выдающийся вклад в кыргызское кино |                             | Манасбек Мусаев                                                |
|      | За вклад в мировой кинематограф       |                             | Давлатназар Худоназаров                                        |

### Ак Илбирс (кинопремия, 2021)
| 2021 | Номинация                             | Фильм            | Лауреат                                            |
| ---- | ------------------------------------- | ---------------- | -------------------------------------------------- |
| 2021 | Лучший фильм                          | «Шамбала»        | реж. Артыкпай Суюндуков                            |
| 2021 | Лучший режиссер                       | «Шамбала»        | Артыкпай Суюндуков                                 |
| 2021 | Лучший сценарий                       | «Шамбала»        | Артыкпай Суюндуков                                 |
| 2021 | Лучший оператор                       | «Шамбала»        | Акжол Бекболотов, Мурат Алиев                      |
| 2021 | Лучший художник                       | «Акыркы коч»     | Байыш Исманов                                      |
| 2021 | Лучший композитор                     | «Шамбала»        | Мурзали Жеенбаев                                   |
| 2021 | Лучший звукорежиссер                  | «Акыркы коч»     | Марс Тугелов, Калыбек Шерниязов                    |
| 2021 | Лучший монтаж                         | «Шамбала»        | Наргиза Маматкулова, Караш Жанышов, Элдияр Мадаким |
| 2021 | Лучшая женская роль                   | «Акыркы коч»     | Шайыр Касымалиева                                  |
| 2021 | Лучшая мужская роль                   | «Акыркы коч»     | Марат Алышпаев                                     |
| 2021 | «Лучший зрительский фильм»            | «Аяш»            | реж. Бакыт Османканов                              |
| 2021 | Лучший документальный фильм           | «Аламан»         | реж-ры Ильгиз Шернияз, Сооронбек Тургунмамат уулу  |
| 2021 | Лучший короткометражный игровой фильм | «Сальвадор Дали» | реж. Элдияр Мадаким                                |

### АкИлбирс (кинопремия, 2022)
| 2022 | Номинация                             | Фильм           | Лауреат                                   |
| ---- | ------------------------------------- | --------------- | ----------------------------------------- |
| 2022 | Лучший фильм                          | «Эсимде»        | реж. Актан Арым Кубат                     |
| 2022 | Лучший режиссер                       | «Эсимде»        | реж. Актан Арым Кубат                     |
| 2022 | Лучший сценарий                       | «Эсимде»        | Дальмира Тилепбергенова, Актан Арым Кубат |
| 2022 | Лучший оператор                       | «Запах полыни»  | Акжол Бекболотов                          |
| 2022 | Лучший художник                       | «Эсимде»        | Элчибек Шаменов                           |
| 2022 | Лучший композитор                     | «Продается дом» | Мурзали Жеенбаев                          |
| 2022 | Лучший звукорежиссер                  | «Продается дом» | Калыбек Шерниязов                         |
| 2022 | Лучший монтаж                         | «Продается дом» | Элдияр Мадаким                            |
| 2022 | Лучшая женская роль                   | «Эсимде»        | Таалайкан Абазова                         |
| 2022 | Лучшая мужская роль                   | «Эсимде»        | Мирлан Абдыкалыков                        |
| 2022 | «Лучший зрительский фильм»            | «Аяш 2»         | реж. Бакыт Османканов                     |
| 2022 | Лучший документальный фильм           | «Самат Садыков» | реж. Алим Токторов                        |
| 2022 | Лучший короткометражный игровой фильм | «Жоокер»        | реж. Аманбек Ажымат                       |
|      | Лучший фильм Центральной Азии         | «Акын»          | реж. Дарежан Омирбаев (Казахстан)         |
|      | За выдающийся вклад в кыргызское кино |                 | Иризбай Алыбаев                           |
|      | За вклад в мировой кинематограф       |                 | Рустам Сагдуллаев (Узбекистан)            |